# Vụ mất tích của Lars Mittank
Lars Joachim Mittank (sinh ngày 9 tháng 2 năm 1986) là một người đàn ông Đức mất tích vào ngày 8 tháng 7 năm 2014, gần Sân bay Varna ở Varna, Bulgaria. Mittank đã được chứng kiến hành động kỳ lạ khi ở một mình ở Bulgaria, và vài ngày sau đó biến mất trong khu rừng xung quanh Sân bay Varna mà không rõ lý do.

## Diễn biến
Vào ngày 30 tháng 6 năm 2014, Lars Mittank, 28 tuổi, quốc tịch Đức đã cùng bạn bè đến Varna, Bulgaria. Họ đi nghỉ tại Golden Sands, một khu nghỉ mát bên bờ biển ngay bên ngoài thành phố Varna.  Vào ngày 6 tháng 7 năm 2014, Mittank và bạn bè đang ở một quán bar trong thị trấn, và Mittank đã có bất đồng với một số công dân Đức về bóng đá: Mittank, một fan hâm mộ của câu lạc bộ bóng đá Werder Bremen, có những khác biệt với người hâm mộ của Bayern Munich. Sau đó, anh chia tay bạn bè bên ngoài một nhà hàng sau khi rời quán bar, và biến mất trong phần còn lại của đêm. Mittank có mặt tại khu nghỉ dưỡng vào sáng hôm sau và nói với bạn bè rằng anh ta đã bị 4 người đàn ông được nhóm thuê trong quán bar đánh đập vào đêm hôm trước. Cuộc chiến khiến Mittank bị thương ở hàm và bị thủng tai. Anh ta đến gặp một bác sĩ khuyên anh ta không nên đi máy bay do vết thương của anh ta, và kê đơn thuốc kháng sinh Cefprozil (500 mg). Bạn bè của Mittank muốn ở lại với anh ta, nhưng anh ta khẳng định anh ta vẫn ổn muốn ở một mình, và nói với họ hãy giữ nguyên kế hoạch du lịch ban đầu và bay về nhà.
Mittank trả phòng cùng lúc với bạn bè của mình và đăng ký vào khách sạn Color Varna. Tuy nhiên, một ngày sau khi bạn bè rời đi, anh ta bắt đầu có những hành động kỳ quặc, và hành vi thất thường của Mittank đã bị camera an ninh của khách sạn ghi lại. Anh ta chỉ ở một đêm trong khách sạn, và xuất hiện hoang tưởng và sợ hãi.
Khi ở khách sạn, Mittank đã gọi cho mẹ. Trong một lời thì thầm, anh ta nói rằng bốn người đàn ông đang đến để giết anh ta.
Mittank được nhìn thấy lần cuối tại sân bay Varna vào ngày 8 tháng 7 năm 2014, ngày mà anh ta bay về Đức. Anh đang hỏi ý kiến bác sĩ sân bay thì bị một người đàn ông lạ mặt cắt ngang. Sau đó Mittank đứng dậy và chạy khỏi văn phòng bác sĩ, và sau đó là nhà ga chính của sân bay. Anh ta bị camera an ninh sân bay bắt được khi bỏ chạy. Khi ra ngoài sân bay, người ta nhìn thấy anh ta đang trèo rào, chạy vào đồng cỏ và biến mất vào cánh đồng hoa hướng dương liền kề gần quốc lộ A2 của Bulgaria. Anh ta đã không được nhìn thấy kể từ đó.
Mẹ của Mittank, cùng với các bác sĩ người Bulgaria và Đức, đã nghi ngờ rằng hành vi bất thường của Mittank là kết quả của một tác dụng phụ hiếm gặp từ Cefprozil. Nó là một cephalosporin, được biết là gây ra các phản ứng phụ loạn thần, bao gồm ảo giác và hoang tưởng.